# Psyllaephagus pachypsyllae
Psyllaephagus pachypsyllae är en stekelart som först beskrevs av Howard 1885.  Psyllaephagus pachypsyllae ingår i släktet Psyllaephagus och familjen sköldlussteklar. Inga underarter finns listade i Catalogue of Life.